# Takvedgeting
Takvedgeting (Symmorphus debilitatus) är en stekelart som först beskrevs av Henri Saussure 1856. Enligt Catalogue of Life ingår takvedgeting i släktet vedgetingar och familjen Eumenidae, men enligt Dyntaxa är tillhörigheten istället släktet vedgetingar och familjen getingar. Arten är reproducerande i Sverige. Inga underarter finns listade i Catalogue of Life.